# Xã Blue Mound, Quận McLean, Illinois
Xã Blue Mound (tiếng Anh: Blue Mound Township) là một xã thuộc quận McLean, tiểu bang Illinois, Hoa Kỳ. Năm 2010, dân số của xã này là 441 người.